# نقص المني

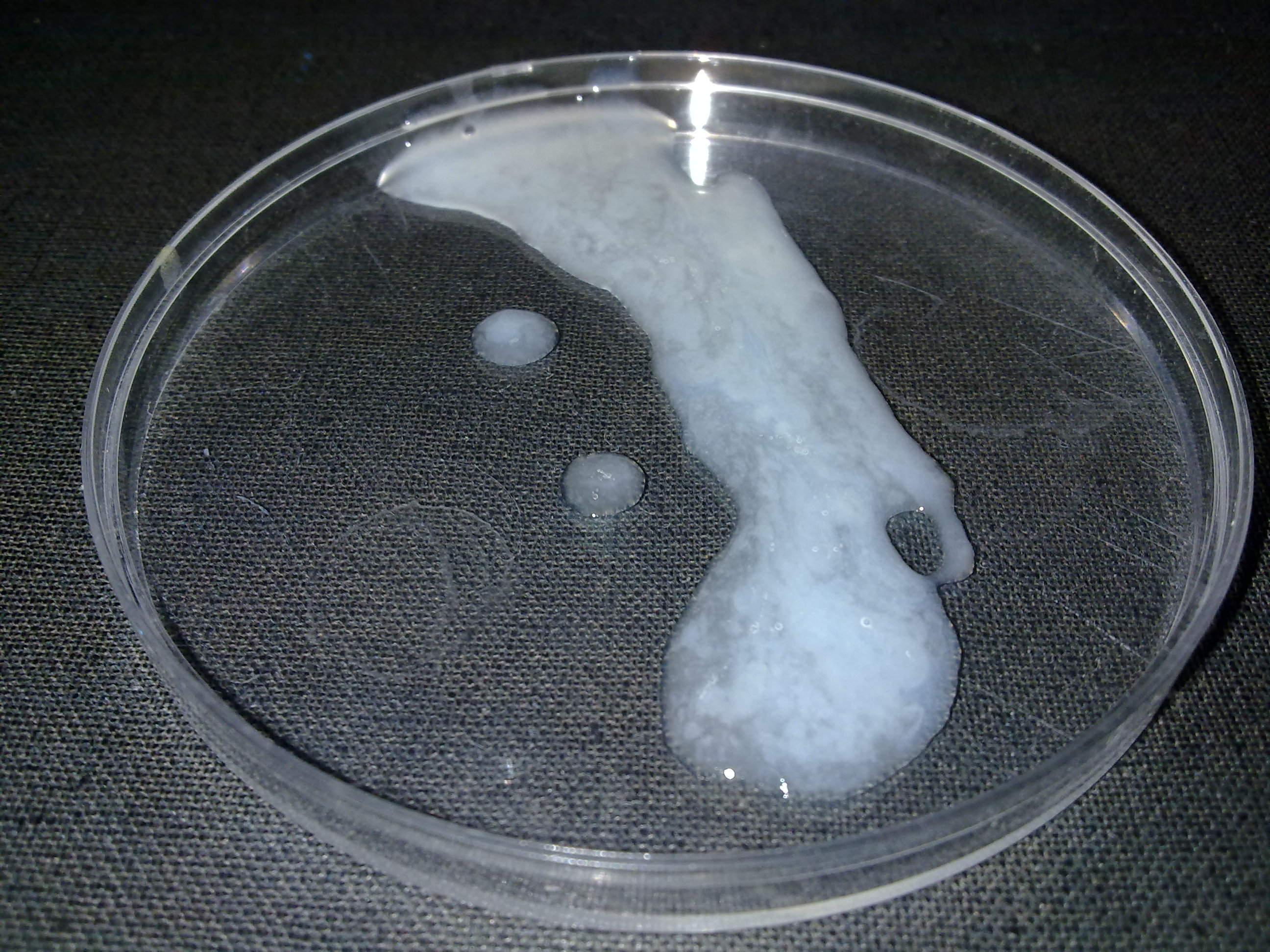

نقص المني (بالإنجليزية: Hypospermia)‏ هو مصطلح طبي يشير قذف الذكر كمية قليلة من المني تقل عن 1.5 مل.
تعرف معاهد الصحة الوطنية الأمريكية ضمور المني بأنه حجم المني أقل من 2 مل ولتحليلين للسائل المنوي.
ضمور المني هو المصطلح المعاكس لفرط المني، كما أن يختلف عن قلة النطاف والذي يعني قلة خلايا النطاف في المني.
القذف الطبيعي لرجل لم يقذف قبل فترة قصيرة وهو متيقظ بشكل مناسب فإنه يقذف ما بين 1.5 إلى 6 مل. كما أن الكمية قد تختلف بحسب المزاج والجهد البدني والفعالية الجنسية.
تمثل النطف ما يقرب من 1٪ من الحجم في حالة ضمور المني، ويمثل ضمور المني عاملا للعقم عندما يرافقه عمال آخر هو قلة النطاف.
إن وجود تركيز عال من الفركتوز في المني مصدره بالكامل من الحويصلة المنوية. الحويصلات المنوية مساهمة رئيسية في حجم المني وتحافظ على المني قاعديا. نقص الفركتوز قد يدل على مشكة في مسار البروستات، أما انخفاض معامل حموضة المني يدل على مشكلة في الحويصلات المنوية. انسداد الحويصلات المنوية يتسبب بانخفاض حجم المني لكونها تنتج 70٪ من بلازما المني.

## العلامات والأعراض
يمثل انخفاض حجم السائل المنوي عند القذف أكثر علامات نقص المني شيوعًا. يؤكَد التشخيص عندما يقل حجم السائل المنوي عن 2.0 مل في تحليلين متتاليين على الأقل من تحاليل الحيوانات المنوية. تشمل العلامات البول العكر بعد النشوة الجنسية إذا كان القذف الراجع سببًا لنقص المني. قد يكون نقص المني لا عرضيًا إلا إذا كان ناتجًا عن تشوه أو شذوذ.

## الأسباب
رغم وجود أسباب عديدة لنقص النطاف، يمكن تصنيف جميع العوامل المسببة المعروفة ضمن فئتين رئيسيتين مميزتين:

### خلل منعكس القذف
- يحدث ضعف القذف عندما يكون الذكر عاجزًا عن القذف قذفًا صحيحًا في وقت الإرجاز، ويعد أحد أسباب العقم الرئيسية عند الذكور.
- يُذكر من الحالات التي يُلاحظ فيها منعكس القذف كل من التصلب المتعدد، واعتلال الأعصاب السكري، وإصابات الحبل الشوكي، والآثار الجانبية لبعض الأدوية.

تتضمن أمثلة خلل منعكس القذف ما يلي:

#### القذف الراجع
- تُنتج الحيوانات المنوية في هذه الحالة ضمن الخصيتين، لكنها تُوجه في طريقها للخروج توجيهًا خاطئًا إلى المثانة بدلاً من الخروج عبر مجرى البول، ومن ثم قد ينخفض حجم السائل المنوي (نقص المني) أو ينعدم إنتاجه (انعدام المني). إن الأضرار الهيكلية أو الوظيفية لعضلة عنق المثانة تسبب ارتجاع السائل المنوي في أثناء القذف. قد يؤثر تلف الأعصاب الناجم عن حالات طبية مثل مرض السكري أو التصلب المتعدد في وظيفة عضلة عنق المثانة. يُذكر أيضًا عوامل أخرى مسؤولة عن أمراض عنق المثانة مثل الجراحة أو الرضوض أو الأدوية المستخدمة لعلاج ارتفاع ضغط الدم وتضخم البروستات الحميد. يمكن تشخيص القذف الراجع بوجود الحيوانات المنوية في البول.

### عيوب تشريحية
- قد يحدث انسداد لتدفق المني في السبيل المنوي بسبب العيوب التشريحية أو الوظيفية فيه. يُلاحظ ذلك لدى أصحاب الطفرات الجينية (على وجه التحديد جين CFTR) أو حال انسداد (انسدادات) القناة الدافقة مثل كيسات البروستات أو الحويصلة المنوية.
- قد تسبب طفرات جين CFTR على الكروموسوم 7 إنتاجًا مفرطًا لمخاط سميك ولزج في الأعضاء ذات الغدد المخاطية، وتؤدي دورًا في العقم نتيجة انسداد القناة المنوية بالمخاط، وتتظاهر الطفرة بغياب الأسهر الخلقي ثنائي الجانب.

تتضمن أمثلة العيوب التشريحية ما يلي:

#### الغياب الخلقي للأسهر والحويصلة المنوية
- توجد بُنى في الجهاز التناسلي الذكري مثل الأسهر والحويصلات المنوية، تلعب دورًا مهمًا في إنتاج السائل المنوي ونقله أو القذف. قد يؤدي خلل هذه البنى أو غيابها إلى نقص حجم السائل المنوي والعقم عند الذكور، علمًا أن هذه الحالة تظهر أيضًا بسبب الطفرة في جين منظم موصلية التليف الكيسي عبر الغشاء (CFTR) الذي يشفر بروتين قناة الكلوريد.[5]

#### انسداد القناة الدافقة
- حالة ناتجة عن انسداد إحدى القناتين الدافقتين أو كلتيهما، ما يؤدي إلى نقص المني. قد تكون مسببات الانسداد خلقية أو مكتسبة، علمًا أن أكياس البروستات أو حصوات القنوات الدافقة أو التهاب القناة بعد الجراحة جميعها أسباب قد تعيق تدفق السائل المنوي بصورة طبيعية عبر الجهاز التناسلي.

#### قصور الغدد التناسلية
- قد تؤثر مستويات هرمون التستوستيرون غير الكافية أو المنخفضة في أداء البنى التناسلية الذكرية ومن ثم تسبب نقص الإفرازات أو نقص المني. يمكن أن يؤدي التعرض طويل الأمد للأدوية ذات الخصائص المضادة للأندروجين (مثل سبيرونولاكتون) أيضًا إلى العقم أو انخفاض حجم السائل المنوي. تنتج الخصيتين التستوستيرون ويمكن الاعتماد عليه لتشخيص قصور الغدد التناسلية.